# Marienstraße 11–13 a (Stralsund)

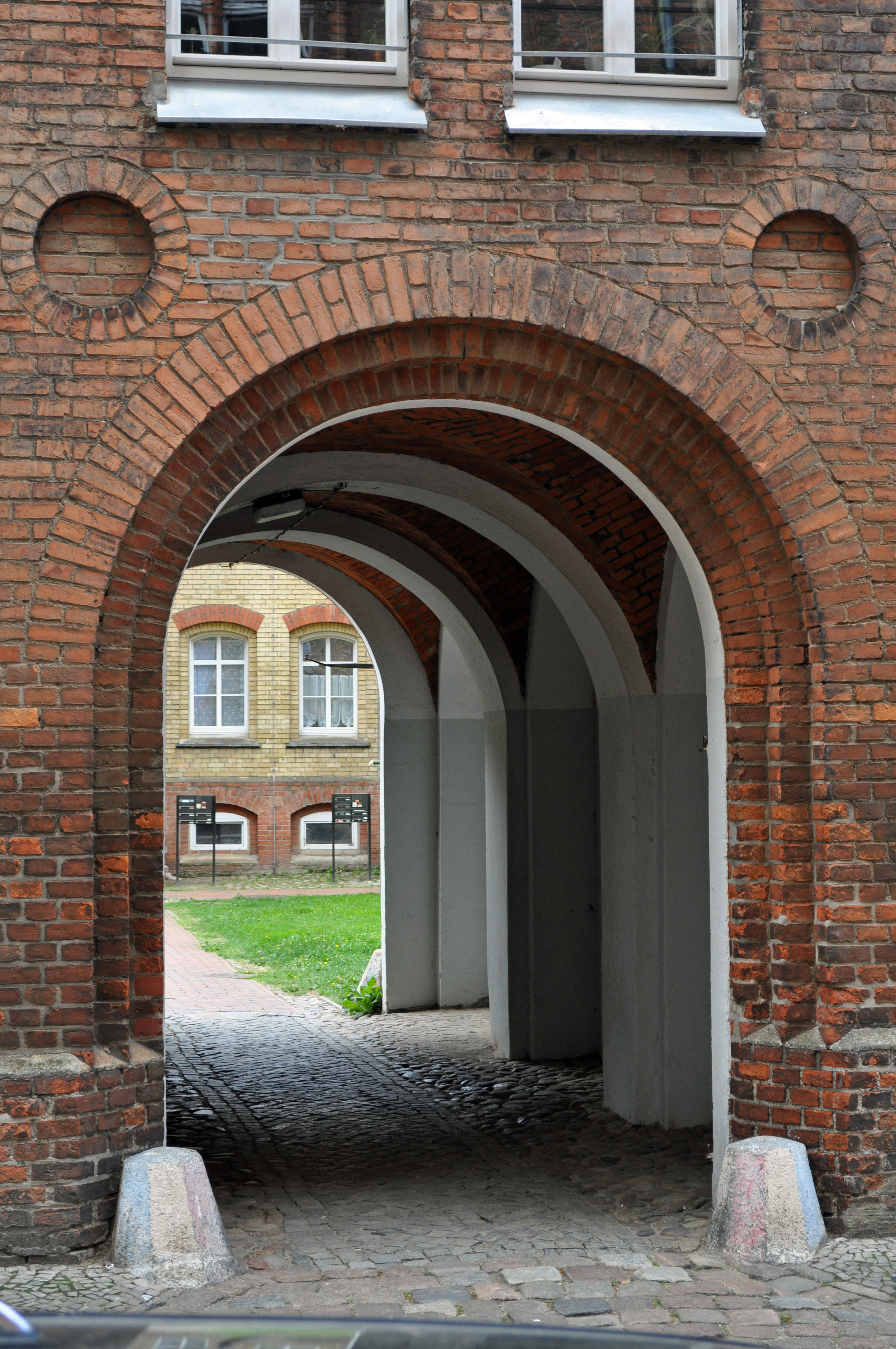
Tordurchfahrt im Haus Marienstraße 9 in Stralsund (2012)

Die Gebäude mit der postalischen Adresse Marienstraße 11–13 a gehören zu einem denkmalgeschützten Wohnkomplex zwischen der Marienstraße und dem Frankenwall in Stralsund.
Die vier dreigeschossigen Backsteinbauten am Frankenwall wurden in den 1860er Jahren nach Plänen von Ernst von Haselberg errichtet.
Die Fassaden der Gebäudegruppe sind mit gelbem und rotem Backstein gestaltet und im Stil der Neogotik gehalten. Jeder Hausabschnitt besitzt drei Achsen; die Häuser Nr. 11 und 12 sowie Nr. 13 und 13 a gleichen sich jeweils spiegelsymmetrisch.
Eine Tordurchfahrt im Gebäudekomplex Marienstraße 7–10 ermöglicht die Zufahrt zum Komplex Marienstraße 11–13 a.
Der Gebäudekomplex liegt im Kerngebiet des von der UNESCO als Weltkulturerbe anerkannten Stadtgebietes des Kulturgutes „Historische Altstädte Stralsund und Wismar“. In die Liste der Baudenkmale in Stralsund sind die Gebäude zusammengefasst mit der Nummer 509 eingetragen.
Die Häuser wurden anstelle von einfachen Tagelöhnerbuden durch die „Erich'sche Stiftung“ errichtet und dienten zunächst der Unterbringung alter und hilfsbedürftiger Bürger.